# 高岡漆器

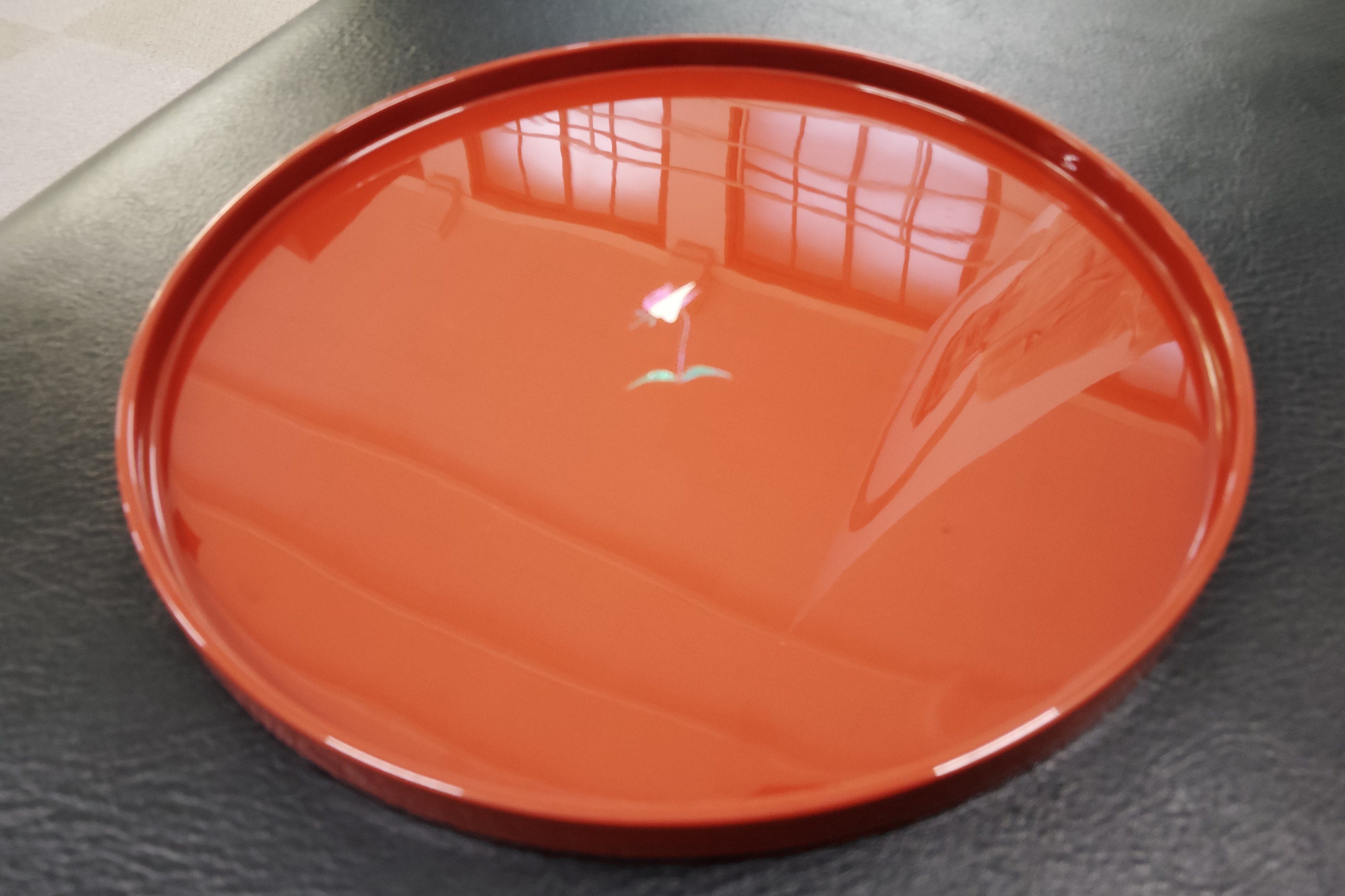
高岡漆器の盆（高岡市立博物館）

高岡漆器（たかおかしっき）は、富山県高岡市で生産されている漆器。経済産業大臣指定伝統的工芸品。

## 歴史
江戸時代初期の慶長年間加賀藩主前田利長が高岡城を築いた際、武具や箪笥、膳など日常生活品を作らせたのが始まりと伝えられる。
明和年間に辻屋丹甫というものが中国漆器を模造し、堆朱、存星等の技法で製造し、後に中国から堆朱、堆黒等の技法が伝えられ、多彩な色漆を使って立体感を表現する彫刻塗、錆絵、螺鈿、存星等の多彩な技術が生み出された技法が取り入れられて、作風の幅が広がり高岡地方の伝統的な日用品に多く用いられてきた。これらの技法は、高岡の祭りの御車山（みくるまやま）に集結され、町人文化の中に根付き、発展した。
昭和になると組合を組織し、アメリカ、イギリス、フランス、インド、中国、西太平洋の諸島、エチオピアに輸出された。
1975年（昭和50年）9月4日、経済産業大臣指定伝統的工芸品に指定された。現在、高岡市内では小学校や中学校に職人を招き、児童・生徒が漆器製作を体験する試みがある。

## 特徴
骨董品として扱われるほどの渋めの製品であったが、螺鈿、錆絵も用いられる。
毎年5月1日に開かれる高岡御車山祭で曳き回される高岡御車山（重要有形民俗文化財に指定）にも、これらの漆塗りの技法が使われている。
高岡漆器関連の資料館も複数ある。高岡地域地場産業センターでは、漆器や高岡銅器の販売が行われる。
高岡漆器の製作会社が結成・加盟する組織としては、伝統工芸高岡漆器協同組合がある。

## 主な製品

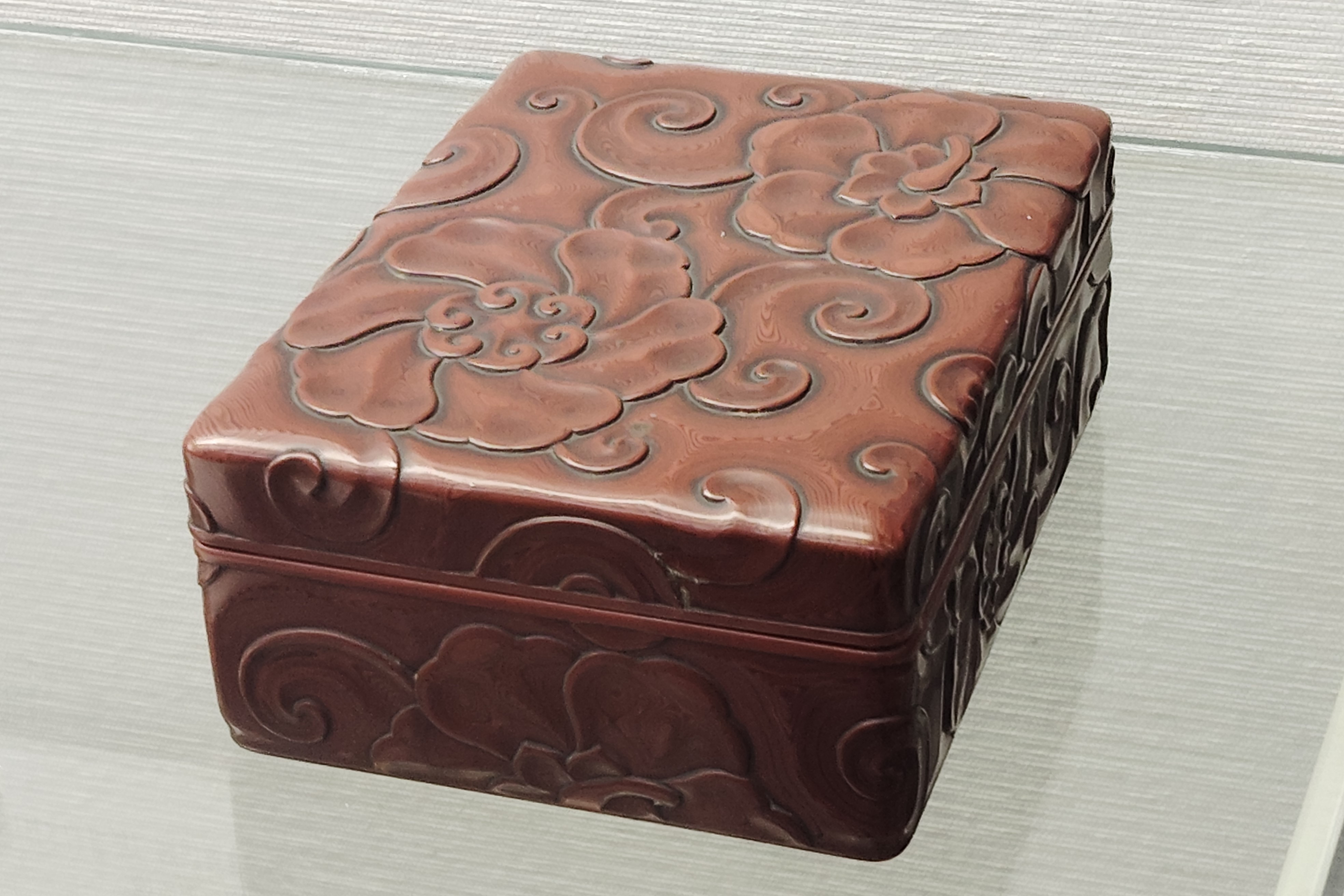
小箱（高岡市立博物館）

- 盆
- 箱
- 茶托
- 火鉢

など

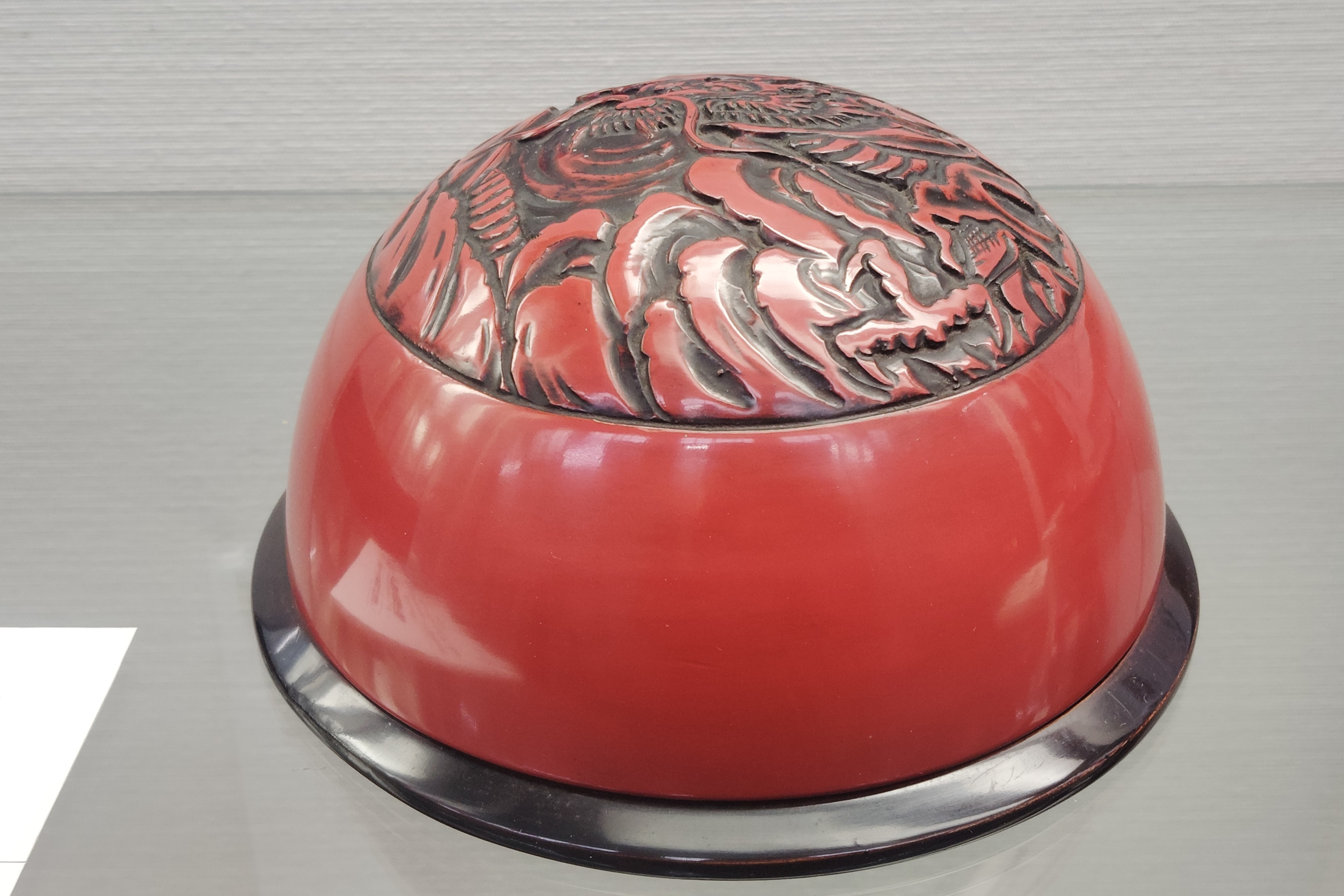
菓子器（高岡市立博物館）
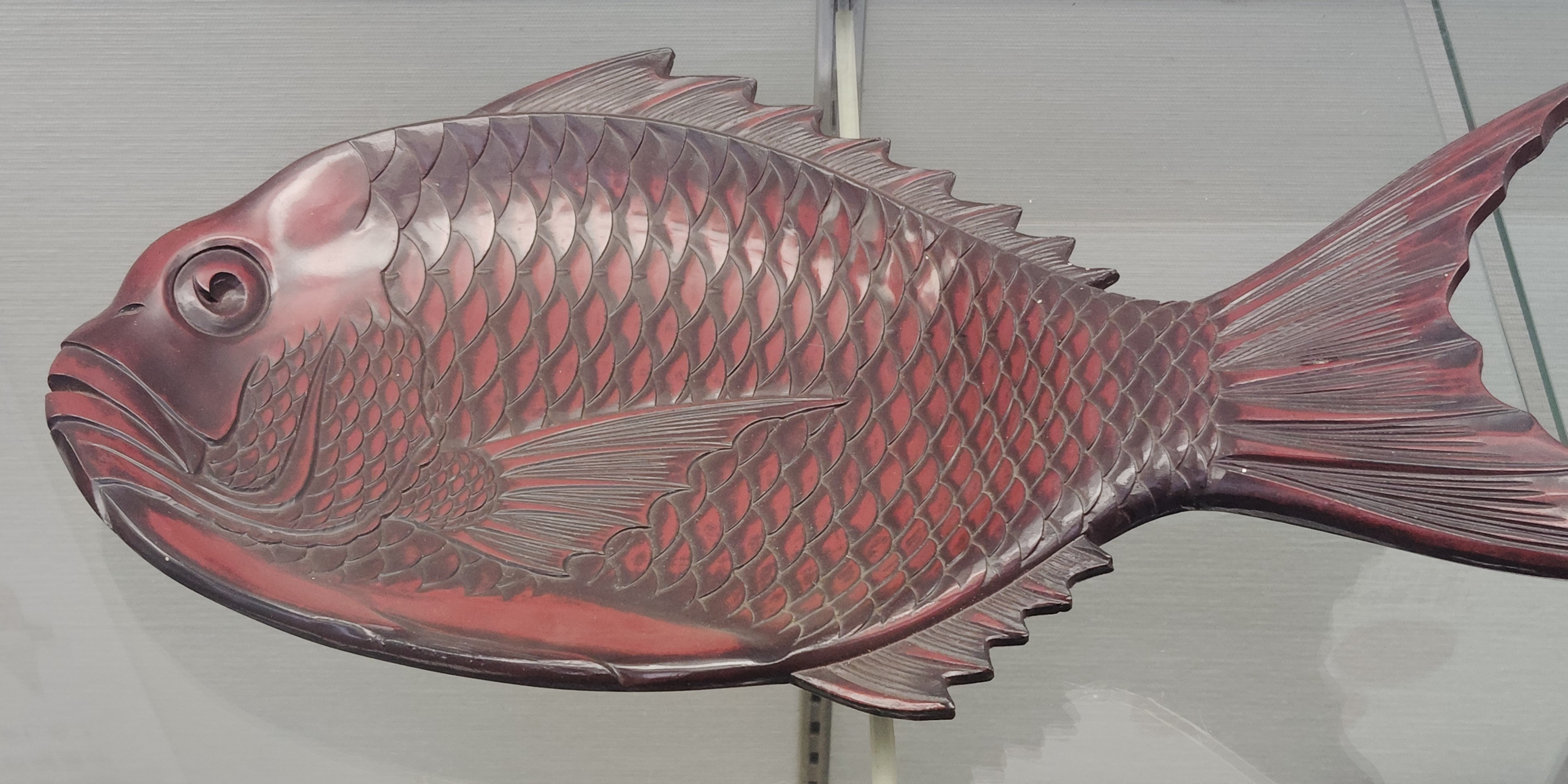
鯛盆（高岡市立博物館）

## 高岡地域地場産業センター
高岡市御旅屋町の御旅屋セリオには高岡地域地場産業センターがある。高岡地域の産業を紹介したり、製品の販売を行っている。1983年（昭和58年）設立。